# Arjona
Arjona je obec v provincii Jaén na jihu Španělska v regionu Andalusie. Nachází se přibližně 44 kilometrů od hlavního města provincie Jaén a cca 77 kilometrů od města Córdoba. Má rozlohu 158,45 kilometrů čtverečních a žije zde přibližně 5 400 obyvatel. Primárně se jedná o zemědělskou obec s důrazem na pěstování olivovníků. Jeho ekonomika se opírá tedy především o zemědělství a produkci olivového oleje. Je ovšem také známé pro svůj nábytkářský a pekařský průmysl.
Arjonu, ač nenápadnou obec, nelze zejména opomenout jejím historickým významem. V roce 1194 se zde narodil budoucí emír Muhammad I. (Abu Abdullah Muhammad ibn Yusuf ibn Nasr). Ten se stal významným, neboť byl zakladatelem emirátu Granada, posledního muslimského chalífátu na území Pyrenejského poloostrova. Jeho sídelním městem bylo město Granada, kde nechal založit unikátní palácový komplex Alhambra, s přilehlými parky a známými zahradami Generalife.